# Hylaeus polybiaeformis
Hylaeus polybiaeformis är en biart som först beskrevs av Carlos Schrottky 1907.  Hylaeus polybiaeformis ingår i släktet citronbin, och familjen korttungebin. Inga underarter finns listade i Catalogue of Life.